# London Bari F.C.
London Bari Football Club là một câu lạc bộ bóng đá đến từ London, Anh, hiện đang thi đấu tại Essex Senior League trên sân nhà của Clapton là Old Spotted Dog Ground.

## Lịch sử
Bari Football Club được thành lập năm 1995 và thi đấu ở South Essex Football League đến năm 1998. Sau khi rời đi, câu lạc bộ gia nhập Division One của Asian League.
Mùa giải 2011–12, câu lạc bộ gia nhập Essex Corinthian Sunday Football League. Sau đó họ được vào Essex Senior League.

## Kỉ lục
- FA Vase
  - Vòng loại 2 2014–15[2]